# Dujker czerwony
Dujker czerwony (Cephalophorus natalensis) - gatunek ssaka z rodziny wołowatych. Jest sklasyfikowany w Czerwonej księdze gatunków zagrożonych IUCN jako gatunek najmniejszej troski.

## Występowanie
Głównie występuje w południowej Afryce, na terenach Mozambiku, Tanzanii oraz RPA. Preferuje tereny lasów, jednak unika lasów gęstych. Najczęściej występuje w lasach galeriowych oraz na polanach.

## Systematyka
Przeniesiony w 2022 roku z Cephalophus do Cephalophorus na podstawie analiz molekularnych i morfologicznych.

## Charakterystyka

### Morfologia
Górna część ciała jest ciemno brązowa, a dolna część jasno brązowa. Wraz z wiekiem zaczyna im szarzeć kark oraz szyja. U osobników obu płci występują krótkie, proste rogi. Rogi u nasady mają widoczny pierścień, a końcówki są gładkie. Na końcu ogona ma zwykle kępkę ciemnych włosów, a od spodu jest biały. Ma także krótkie uszy, otoczone czarną sierścią.
- Długość ciała: 70–100 cm[8]
- Wysokość: 35–45 cm[8]
- Długość ogona: ok. 11 cm[8]
- Waga: 11–14 kg[8]

### Rozmnażanie
Ciąża trwa około 240 dni i zazwyczaj rodzi się jedno młode. Młode po urodzeniu ważą 1 kg. Młode pozostaje z matką od 6 do 8 miesięcy. 

### Ekologia
Żywią się świeżymi liśćmi, owocami lub kwiatami. Szukają pożywienia głównie wczesnym rankiem lub późnym wieczorem. Są terytorialne i zwykle żyją w parach. Większe grupy tworzą się tylko przy wodopojach lub przy lizawkach solnych na granicy terytoriów. Samce znaczą swoje tereny wydzielinami z gruczołów soczewkowych w pobliżu oczu.